# Babiloni fogság

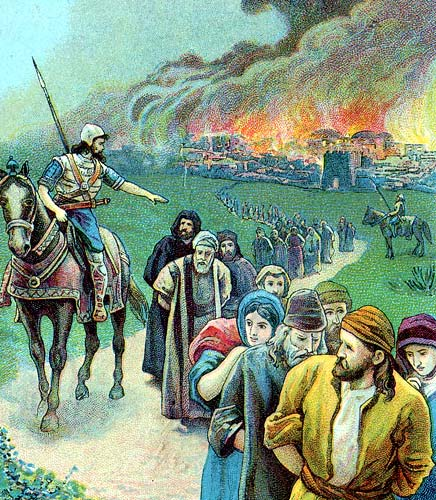
A megmaradt zsidók fogságba hurcolása (illusztráció)

A babiloni fogság vagy babiloni száműzetés a zsidó történelemnek az a szakasza, volt amikor a Júdai Királyságból Nabukodonozor (II. Nabú-kudurri-uszur) a zsidókat Babilonba hurcoltatta. 
A deportálások több hullámban zajlottak.
Az i. e. 597-es elhurcoltatással kezdődött, amikor a királyi udvart, más előkelőket, mesterembereket és Júdea lakosságának jelentős részét, mintegy 7-10 ezer embert deportáltak Mezopotámiába. Ez tíz évvel később, Jeruzsálem I. e. 587-ben történt eleste és a Salamon temploma lerombolása után folytatódott.
A Jeremiás könyve szerint a júdeaiak deportálása három szakaszban történt ( Jeremiás 52:28-30):
- Az első Jójákin idejében kezdődött (Kr.e. 597), miután Nabukodonozor legyőzte a Júdai Királyságot. A jeruzsálemi templomot ezután részben kifosztották, és a polgárok jelentős részét elvitték.
- Tizenegy évvel később, Kr.e. 587-ben, a Sedékiás vezette Új-Babiloni Birodalom elleni lázadás után a várost teljesen lerombolták, és újabb, kevésbé jelentős deportálás következett.
- Végül Jeremiás egy harmadik deportálásról számol be, öt évvel később, vagyis Kr.e. 582-ben.[3]

A babiloni krónika szerint Nabukodonozor I. e. 599-ben vette ostrom alá Jeruzsálemet. Az ostrom alatt, I. e. 598-ban meghalt Júdea királya, Jójákim, és fia, Konjáhú lett az utóda, nyolc vagy 18 éves korában. Mintegy három hónappal később a város elesett (Krónikák könyve 36:9), I. e. 597-ben, Adar hónapjának 2 napján (március 16.). Nabukodonozor a várost és a Templomot kifosztotta és a zsákmányt Babilonba vitték. Babilóniába hurcolták Konjáhut, udvarát és másokat, összesen mintegy tízezer júdait, és szétszórták őket a birodalomban (Királyok könyve 2, 24:14). Köztük volt Ezékiel is. Ezzel megkezdődött a babiloni fogság.
Nabukodonozor Cidkiját, Jójákim testvérét nevezte ki Júdea királyává. A fogságba hurcoltak továbbra is Konjáhut tekintették a jog szerinti királynak: ő lett az első exilarcha („a száműzöttek vezetője”).
A déli Júdea zsidóságát az i. e. 598–597-ben, illetve 587–586-ban történt hódítások során kényszerítették száműzetésbe. A történészek egyetértenek, hogy a deportálásokra több hullámban került sor, nem az összes zsidó hagyta el Júdeát, és voltak olyan zsidók, akik végül Babilonban maradtak.
A fogság alatt a nép nagy része, különösen az előkelők, elsajátították az ottani szokásokat, s így részben beolvadtak a lakosságba. Néhányan magas ranghoz és nagy gazdagságra jutottak. Volt azonban egy töredék, amely a próféták tanításának megfelelően Isten büntetését látta a nagy nemzeti csapásban és buzgón várta a visszatérést őseik földjére.

## A fogság vége
A száműzetés akkor ért véget, amikor I. e. 538-ban a babiloni birodalmat megdöntötte a perzsa Kurus, aki engedélyt adott a zsidóknak, hogy visszatérjenek a zsidó Júdea tartományba.  A hazatérők száma 50 ezer körül lehetett.
A Biblia szerint több mint negyvenezren éltek a felhatalmazással és visszatértek. De a bibliai könyvek arról is tanúskodnak, hogy sokan maradtak Mezopotámiában.
A fogság, a visszatérés és a jeruzsálemi templom újjáépítése a zsidó történelem és a judaizmus legfontosabb eseményei közé tartoznak és jelentős hatást gyakoroltak a zsidó kultúra és hagyományok fejlődésére.
Zsidók egészen a mai Izrael állam megalapításáig, a 20. század közepéig éltek Babilon földjén, ekkor azonban a legtöbben Izraelbe költöztek.

## Jelképe
„A zsidó gondolkodásban, már két és fél évezrede babiloni fogság: más népek között élni idegenként.” – Kényszerű próba, lehetőség megtisztulni. A türelmes érdemesül a megváltásra. A fogság héberül = galut. Szórványt is jelent. Görög megfelelője ~ diaszpora, nem hadifogság. Aki, kényszerűen, nem az országban (erec) él, szórvány, kisebbség. A hívő Jeruzsálem felé fordulva, napjában háromszor imádkozik.

## Murasu okmányai
1894-ben Nippurban találták a Murasu bankárság közel 1000 okmányát. A cég babiloni, de alkalmazottai, üzletfelei közt zsidó is van. Harmadfélezer névből mintegy 100 zsidó név, az alija, erecbe költözés után, 100-150 évvel. A személynév gyakran – a szülők elköteleződése. A Jahve és az Él istennév ekkorra egyenértékű. A zsidó-arány Nippurban 2,5-3%. Ide telepítették a legtöbb foglyot. Aki akart, visszament, a maradvány zsidó maradt, a maga módján.

## Templom
Ezékiel látomásban éri a Templom meggyalázását. Indulata hárítaná azt. A Templom felépülte után évtizedekkel Nehemja perzsa engedéllyel (i.e. 440/430) rendbe szedi a Templom ügyeit majd visszatér a királyi udvarba (Susa).
Ezékiel a szombat megtartását, a szó erejét (ima, beszéd, vita, magyarázat) hirdette. A magatartás az azonos (identitás) megtartója.

## Fordítás
- Ez a szócikk részben vagy egészben  a   Babylonian captivity című angol Wikipédia-szócikk ezen változatának fordításán alapul.  Az eredeti cikk szerkesztőit annak laptörténete sorolja fel. Ez a jelzés csupán a megfogalmazás eredetét és a szerzői jogokat jelzi, nem szolgál a cikkben szereplő információk forrásmegjelöléseként.